# Мунтарі
Мунтарі (рум. Muntari) — село у повіті Алба в Румунії. Входить до складу комуни Бучум.
Село розташоване на відстані 308 км на північний захід від Бухареста, 40 км на північний захід від Алба-Юлії, 63 км на південний захід від Клуж-Напоки.

## Населення
За даними перепису населення 2002 року у селі проживали 3 особи.